# Malmeoideae
Malmeoideae là một phân họ thực vật thuộc họ Na.

## Tông và chi
Angiosperm Phylogeny Website, công nhận Malmeoideae là một trong 4 phân họ, chứa 9 tông và các chi sau:

### Annickieae
Người khởi xướng: Couvreur et al., 2019
- Annickia Setten & Maas - tông đơn kiểu phân bố tại châu Phi

### Piptostigmateae
Người khởi xướng: Chatrou & Saunders 2012 - African genera:
- Brieya De Wild.
- Greenwayodendron Verdc.
- Mwasumbia Couvreur & D.M. Johnson
- Piptostigma Oliv.
- Polyceratocarpus Engl. & Diels
- Sirdavidia Couvreur (đơn loài)

### Malmeeae
Người khởi xướng: Chatrou & Saunders 2012 - tropical Americas
- Bocageopsis R.E.Fr.
- Cremastosperma R.E.Fr.
- Ephedranthus S.Moore
- Klarobelia Chatrou
- Malmea R.E.Fr.
- Mosannona Chatrou
- Onychopetalum R.E.Fr.
- Oxandra A.Rich.
- Pseudephedranthus Aristeg.
- Pseudomalmea Chatrou
- Pseudoxandra R.E.Fr.
- Ruizodendron R.E.Fr.
- Unonopsis R.E.Fr.

### Maasieae
Người khởi xướng: Chatrou & Saunders 2012
- Maasia Mols et al. - Tây Bán đảo Đông Dương đến New Guinea

### Fenerivieae
Người khởi xướng: Chatrou & Saunders 2012
- Fenerivia Diels - đặc hữu của Madagascar

### Phoenicantheae
- Phoenicanthus Alston - Sri Lanka

### Dendrokingstonieae
Người khởi xướng: Chatrou & Saunders 2012
- Dendrokingstonia Rauschert - Tây Malesia

### Monocarpieae
Người khởi xướng: Chatrou & Saunders 2012
- Monocarpia Miq. - Tây Malesia
- Leoheo Chaowasku – Việt Nam[5]

### Miliuseae
Người khởi xướng: Hooker & Thomson 1855
- Alphonsea Hook.f. & Thomson (Nam Trung Quốc đến châu Á nhiệt đới)
- Desmopsis Saff. (México đến Colombia, Cuba)
- Huberantha Chaowasku (châu Phi và châu Á nhiệt đới & cận nhiệt đới, Madagascar, tây nam Thái Bình Dương)
- Marsypopetalum Scheff. (đảo Hải Nam, Bán đảo Đông Dương đến Tây và Trung Malesia)
- Meiogyne Miq. (Ấn Độ, Đông Dương đến Úc, Fiji)
- Miliusa Lesch. ex A.DC. (châu Á nhiệt đới & cận nhiệt đới đến bắc Úc)
- Mitrephora (Blume) Hook.f. & Thomson (nam Ấn Độ, Đông Nam Á)
- Monoon Miq. (Ấn Độ, Bán đảo Đông Dương, Malesia, New Guinea và Úc)
- Neo-uvaria Airy Shaw (Bán đảo Đông Dương đến Tây và Trung Malesia)
- Orophea Blume (châu Á nhiệt đới & cận nhiệt đới)
- Phaeanthus Hook.f. & Thomson (Việt Nam đến New Guinea)
- Platymitra Boerl. (Thái Lan đến Tây và Trung Malesia)
- Polyalthia Blume (Madagascar, châu Á nhiệt đới & cận nhiệt đới đến đông bắc Úc)
- Polyalthiopsis Chaowasku (Việt Nam)
- Popowia Endl. (châu Á và châu Phi nhiệt đới, và châu Đại Dương)
- Pseuduvaria Miq. (Đông Nam Á nhiệt đới)
- Sageraea Dalzell (châu Á nhiệt đới)
- Sapranthus Seem. (México đến Colombia)
- Stelechocarpus Hook.f. & Thompson (Bán đảo Đông Dương đến Tây và Trung Malesia)[6]
- Stenanona Standl. (México, Trung và Nam Mỹ)
- Tridimeris Baill. (México)
- Trivalvaria (Miq.) Miq. (châu Á nhiệt đới bao gồm đảo Hải Nam)
- Wangia X. Guo & R.M.K. Saunders (Trung và Nam Trung Quốc)
- Wuodendron B.Xue, Y.H.Tan & Chaowasku (Trung Quốc, Việt Nam)